# Hệ động vật Bangladesh

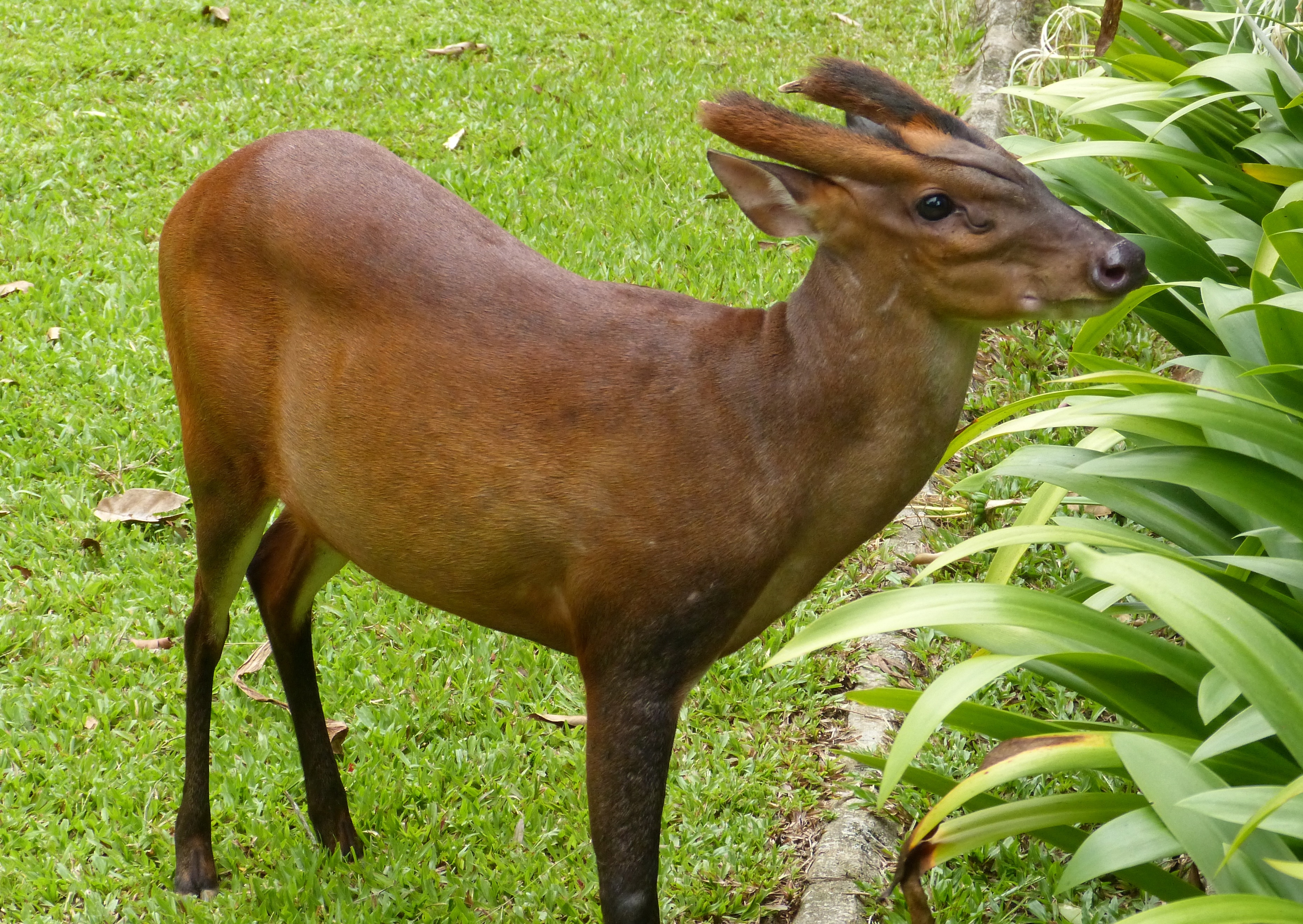
Mang Ấn Độ một trong những loài thú phổ biến ở Bangladesh

Hệ động vật của Bangladesh (Fauna of Bangladesh) là tổng thể các quần thể động vật sinh sống ở Bangladesh (Băng-la-đét) hợp thành hệ động vật của đất nước này. Bangladesh có một hệ động vật rất phong phú và đa dạng. Hệ động vật tại Bangladesh bao gồm khoảng 1.600 loài động vật có xương sống và khoảng 1.000 loài động vật không xương sống dựa trên những ghi chép chưa đầy đủ. Bangladesh là nơi có số lượng hổ Bengal nhiều nhất thế giới chỉ sau Ấn Độ, chúng sống ở vùng rừng ngập nước Sundarbans và ở Chigatong.

## Tổng quan
Các điều kiện sinh thái đa dạng của Bangladesh, bao gồm bờ biển dài, nhiều sông và phụ lưu của chúng, hồ, ao, đầm, phá và các dạng đất ngập nước khác, rừng thường xanh đất thấp nhiệt đới, rừng bán thường xanh, rừng đồi, rừng rụng lá ẩm ướt, đầm lầy, và những vùng đất bằng phẳng với cỏ cao đã đảm bảo sự đa dạng rộng lớn của các loài được tìm thấy trong quốc gia này. Vùng biển của Bangladesh khoảng 118.813 km2, với hệ thực vật, động vật phong phú, các mỏ khoáng sản và trữ lượng tốt hải sản khai thác thương mại. Tuy nhiên, dân số ngày càng tăng, đô thị hóa không có kế hoạch và mở rộng nông nghiệp và công nghiệp đã và đang ảnh hưởng đáng kể đến cấu trúc sinh thái của Bangladesh, khiến một số loài bị tuyệt chủng và nhiều loài khác có nguy cơ tuyệt chủng.

## Thống kê

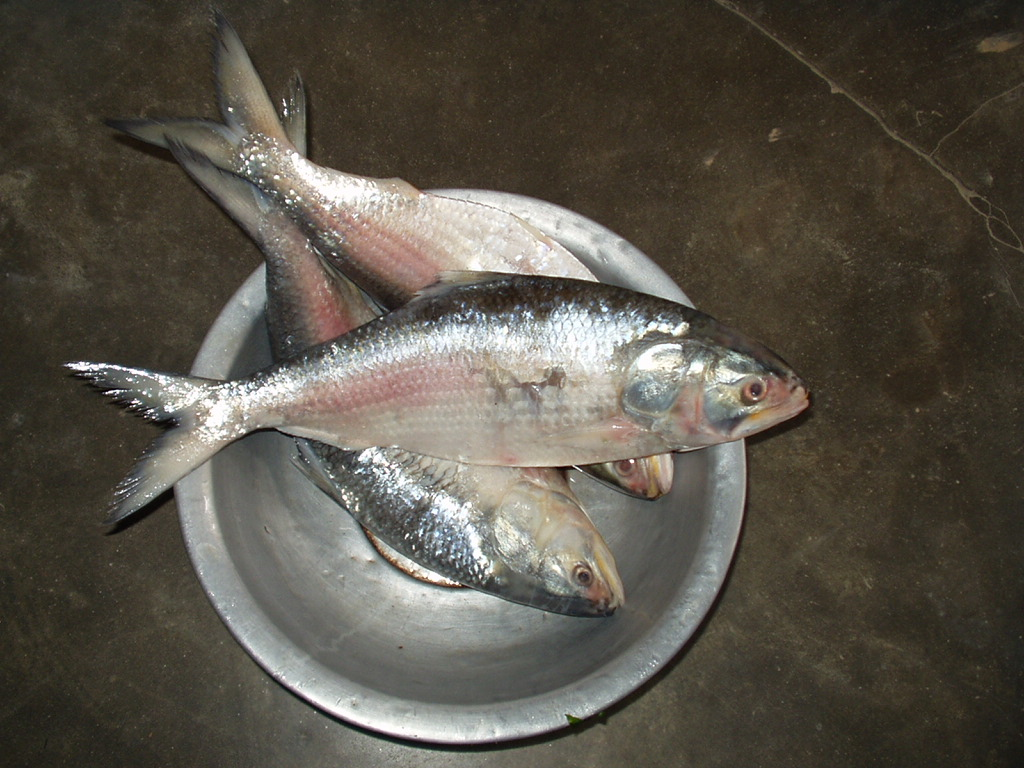
Cá cháy Hilsa (Tenualosa ilisha) loài Quốc ngư của Bangladesh

Khu hệ động vật có xương sống bao gồm khoảng 22 loài lưỡng cư, 708 loài cá, 126 loài bò sát, 628 loài chim và 113 loài động vật có vú. Khu hệ động vật không xương sống bao gồm khoảng 30 loài rệp, 20 loài ong, 178 loài bọ cánh cứng, 135 loài ruồi, 400 loài nhện, 150 loài côn trùng cánh vẩy, 52 loài giáp xác, 30 loài chân đốt, 02 loài sao biển và một số các loài đô la cát, hải sâm và nhím biển. Quần thể rùa núi nâu từng có rất nhiều ở vùng rừng nhiệt đới rậm rạp trải dài ở Bangladesh. Báo cáo gần đây nhất trong sách đỏ của Tổ chức Bảo tồn thiên nhiên quốc tế (IUCN) ghi nhận có 390 loài động vật bị đe dọa và 31 loài được xếp loài theo khu vực tuyệt chủng.
IUCN Bangladesh đã tổ chức đánh giá tổng cộng có 1.619 loài động vật thuộc bảy nhóm: động vật có vú (138), chim (566), các loài bò sát (167), động vật lưỡng cư (49), các loài cá nước ngọt (253), động vật giáp xác (141), và bướm (305) đã được đánh giá. phân loại 390 loài bị đe dọa: 56 loài đang cực kỳ nguy cấp (CR), 181 loài đang nguy cấp (EN), 153 là nguy cấp (VU) và đáng lo ngại, 31 loài đã được xếp loại theo khu vực tuyệt chủng (RE). Việc đánh giá cũng liệt kê được 278 loài thiếu dữ liệu, đồng thời chỉ ra một bất cập của các thông tin sẵn có để trực tiếp hoặc gián tiếp đánh giá trên các loài này. 

## Nguy cơ

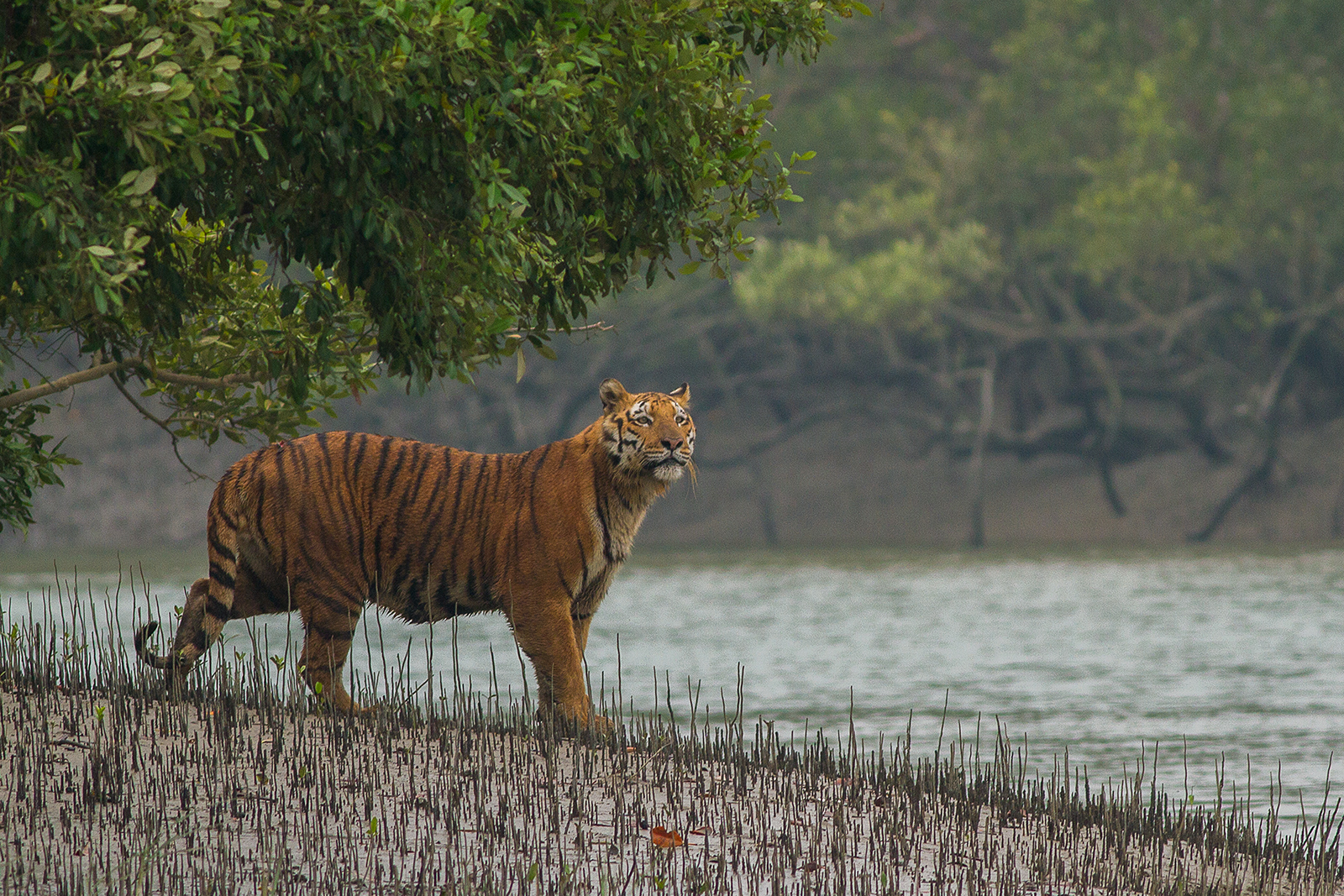
Hổ ở Sundarban

Danh sách đỏ của Bangladesh năm 2015 cho thấy rằng một số lượng lớn các loài gần đây đã trải qua sự suy giảm nhanh chóng. Quá trình đánh giá nhấn mạnh tầm quan trọng của việc giải quyết các mối đe dọa chi phối đến động vật hoang dã như khai thác quá mức và môi trường sống suy thoái. Môi trường sống bị phá hủy trên diện rộng (do đốt rừng làm rẫy, do sự di cư của người từ nơi khác đến và đẩy người địa phương vào sâu trong rừng). Ở Bangladesh, ô nhiễm môi trường được đánh giá gồm ba nguồn chính: chất thải từ đô thị; chất thải công nghiệp (bao gồm cả các hoạt động phá dỡ tàu); chất thải nông nghiệp. Ngoài ra, còn có vấn đề việc tích tụ các chất ô nhiễm qua các dòng sông, dòng chảy, lũ lụt và xuyên biên giới của các chất ô nhiễm qua các con sông quốc tế.
Tỉ lệ hổ đực/hổ cái ở Bangladesh ở mức mất cân bằng, cá biệt có nơi hai con hổ đực là bạn tình tới 10 con hổ cái trong khi tỉ lệ chuẩn là 1 hổ đực cho 3 hổ cái. Nhờ vào các chiến dịch chống săn trộm hổ của chính phủ, số hổ Bengal tại rừng ngập mặn Sundarbans của Bangladesh đã tăng từ 106 lên 114 con, trong đó tập trung chủ yếu tại khu vực Sharonkhola. Ngoài việc tổ chức lực lượng đặc biệt chống săn trộm, chính quyền Bangladesh cũng mở rộng khu bảo tồn để hổ Bengal có thêm không gian sinh sống. Mặc dù vậy, con số này chỉ bằng 1/4 số lượng hổ Bengal ở Bangladesh năm 2004, do đó, sẽ tìm kiếm và bắt thêm hổ Bengal đực từ các nơi khác và thả chúng ở khu Sharonkhola để tăng cơ hội gặp gỡ bạn tình.